# Otto Mauritz Krebs
Otto Mauritz Krebs, född 10 oktober 1683 på Obskowa gård i Ingermanland, död 12 september 1768 i Sjundby slott i Sjundeå, var en svensk adelsman och överstelöjtnant. Han tillhörde ätten Krebs som adlades 1689. Han jobbade som en page hos generalen, greve Otto Wellingk år 1698 och var volontär i ingermanländska dragonregementet år 1700. Där avancerade han till förare år 1702. Nästa år flyttade Krebs till Dückers dragonregemente och där blev han löjtnant den 13 februari 1706.
Efter hemkomsten från fångenskapen 1722 placerades Krebs på Nylands och Tavastehus läns infanteriregemente var han blev kapten år 1741. Krebs avsked från överstelöjtnantens uppgift 25 september 1750.
Otto Mauritz Krebs var son till kommissionssekreteraren Joachim Krebs och Amoena Elisabet Rosenmüller. Krebs gifte sig med Helena Adlercreutz år 1727 och paret fick 9 barn; Sofia Maria Elisabet, Helena Sofia, Otto Mauritz, Tomas Joakim, Erik Johan, Carl Herman, Anna Elisabet, Carl Johan ja Fredrik Johan. Familjen bodde i Sjundeå i Sjundby slott som Krebs lät bygga upp efter stora ofreden. Krebs gjorde mycket också för Sjundeå S:t Petri kyrka och dess uppbyggnad efter stora ofreden. År 1763 donerade Krebs en stor ljuskrona till Sjundeå kyrka som fortfarande är framme i kyrkan samt med Krebs begravningsvapen.